# 月刊AKB48グループ新聞
月刊AKB48グループ新聞（げっかんエーケービーフォーティーエイトグループしんぶん、題字は月刊AKB48Group新聞）は、制作出版社であるKimiBokuが制作し、スポーツニッポン新聞社が発行するアイドルグループ・AKB48グループを題材とした月刊新聞である。日刊スポーツから2011年12月16日創刊、2018年12月号まで制作・発行していた。

## 概要
2011年12月16日に創刊し、朝日新聞社系列の日刊スポーツ（日刊スポーツ新聞社・日刊スポーツ新聞西日本・北海道日刊スポーツ新聞社）が制作・発行していた。
AKB48を始めとするグループの情報、メンバーのグラビアやインタビューが掲載されている。創刊号の発行部数は35万部。サイズはタブロイド判、ページ数は32、フルカラー紙面。毎月第3金曜日に発行。創刊号の表紙は篠田麻里子。
それぞれのグループの情報が掲載されているページは、グループの名称をとって「SKE48新聞」、「NMB48新聞」、「HKT48新聞」、「NGT48新聞」、「STU48新聞」、「乃木坂46新聞」、「欅坂46新聞」などと表示されている。
駅売店やコンビニエンスストア（一部地域を除く）、AKB48 SHOP、AKB48 CAFE&SHOPで販売されている。
2年目に入った2012年12月号では、初めて発行エリア別に4バージョンの表紙で発行された。AKB48は篠田麻里子・大島優子・梅田彩佳、SKE48は松井玲奈・高柳明音・木本花音、NMB48は山本彩・渡辺美優紀・矢倉楓子・薮下柊、HKT48は兒玉遥・宮脇咲良・田島芽瑠。
2017年6月号や11月号では、新聞の名称は「月刊AKB48グループ新聞」のまま、巻頭の表紙から始まる特集紙面構成として坂道シリーズにおよそ前半分の紙面が充てられる編集も行われている。2018年7月号においても、巻頭の表紙から始まる特集紙面構成として乃木坂46のライブコンサート特集とけやき坂46のコンサートに9面割り当てる編集がなされている。
2018年12月号（12月21日発売）をもって日刊スポーツからの発行は終了し、全国のASA（朝日新聞サービスアンカー）での取り扱いも終了となった。
2019年1・2月合併号（1月25日発売）からは日刊スポーツで芸能担当（AKB48グループ担当）記者であった瀬津真也が設立した制作出版社「KimiBoku」が制作し、発行元がスポーツニッポン新聞社に変わった。
発行する新聞社が変更されたことにより、流通経路も大幅に変更され、地域によってはコンビニへの配送が取り止めになった所もある。新聞の名称から「月刊」が取れて「AKB48グループ新聞」となり、内容もAKB48グループのみを題材にしたものになり、従来はあまり取り上げていなかった日本国外のAKB48グループについても取り上げるようになった。発行日は創刊以来の毎月第3金曜日から第4金曜日へ変更となり、Amazon.co.jpとYahoo!ショッピングでの取り扱いも開始された（その後、セブンネットショッピングでも取扱を開始）。
なお、乃木坂46に関しては日刊スポーツが「乃木坂46新聞」を2017年から年に1回発行している。
一方、日向坂46に関してはスポーツニッポンが「日向坂46新聞」を2020年1月30日に発売。
2020年1月号（2019年12月20日発売）をもって紙媒体による発行を終了。
2020年6月5日に「Forty-Eight Times」として2020年6月号より電子版でリニューアル創刊。

## 連載記事
- ベストショット
- AKB48グループ ○月の活動記録
- AKBクイズ アタック20
- AKB48グループ ○月の誕生日&サイン色紙プレゼント
- 占い
- マジレスゆいはん（横山由依、2013年12月 - 2016年5月）
- 茂木忍のみんなのハートをもっぎもぎ（茂木忍、2016年9月 - ）
- 月刊AKB48グループ新聞アワード&今年の10大ニュース（毎年12月号）

## 発行新聞社移動事件
日刊スポーツのAKB48担当記者・瀬津真也が2018年12月31日付けで同社を諭旨退職したことが、AKB48一部現役メンバーとの私的交流写真とともに週刊文春2019年1月19日号（1月10日発売）に掲載。誌面によると、諭旨退職理由は「月刊AKB48GROUP新聞」の編集担当をしていた瀬津が在職中に会社を立ち上げ、その社名で活動した際に、日刊スポーツ新聞社の秘密事項を競合他社・スポーツニッポン新聞社に漏洩したこと。週刊文春は「『諭旨退職』は一般的に懲戒解雇に次ぐ重い処分で、事実上の『退職勧告』と言える」としている。瀬津本人は週刊文春の取材に「私のミスでもあります」と大筋で事実を認めている。